# World Athletics Relays 2025 – sztafeta 4 × 400 m kobiet
Sztafeta 4 × 400 metrów kobiet – jedna z konkurencji lekkoatletycznych rozgrywanych w ramach siódmej edycji World Athletics Relays w chińskim Kantonie w dniach 10–11 maja 2025. W ramach tej konkurencji odbyły się eliminacje (10 maja), oraz repasaże i finał (11 maja), które wyłoniły uczestniczki odbywających się w Tokio mistrzostw świata w lekkoatletyce.

## Program
Godziny podano w czasie lokalnym (UTC+08:00).
| Data         | Godzina | Runda      |
| ------------ | ------- | ---------- |
| 10 maja 2025 | 20:53   | Eliminacje |
| 11 maja 2025 | 19:34   | Repasaże   |
| 11 maja 2025 | 21:49   | Finał      |

## Wyniki

### Eliminacje
Dwie zwycięskie sztafety (WQ), oraz dwie z najlepszymi czasami (Wq) z każdych biegów eliminacyjnych awansują do finału konkurencji, oraz dodatkowo do mistrzostw świata 2025. Pozostałe ekipy będą walczyć w repasażach.

#### Bieg 1[2]
| Pozycja | Tor | Sztafeta                                                                             | Czas    | Uwagi |
| ------- | --- | ------------------------------------------------------------------------------------ | ------- | ----- |
| 1       | 7   | Stany Zjednoczone Maya Singletary · Karimah Davis · Paris Peoples · Bailey Lear      | 3:26,05 | WQ    |
| 2       | 8   | Francja Fanny Peltier · Diana Iscaye · Emma Montoya · Louise Maraval                 | 3:26,46 | WQ    |
| 3       | 6   | Norwegia Josefine Tomine Eriksen · Amalie Iuel · Elisabeth Slettum · Henriette Jæger | 3:26,61 | Wq,   |
| 4       | 5   | Kanada Jasneet Nijjar · Zoe Sherar · Lauren Gale · Madeline Price                    | 3:27,28 | Wq    |
| 5       | 9   | Australia Jemma Pollard · Carla Bull · Amelia Rowe · Laura McShane                   | 3:31,78 |       |
| 6       | 3   | Chiny Kong Yingying · Li Fengdan · Huang Shiyao · Lian Zhi                           | 3:36,83 | SB    |
| 7       | 4   | Zambia Niddy Mingilishi · Rhoda Njobvu · Christabel Kunda · Abygirl Sepiso           | 3:37,98 | SB    |

#### Bieg 2[2]
| Pozycja | Tor | Sztafeta                                                                                     | Czas    | Uwagi |
| ------- | --- | -------------------------------------------------------------------------------------------- | ------- | ----- |
| 1       | 7   | Hiszpania Paula Sevilla · Eva Santidrián · Daniela Fra · Blanca Hervás                       | 3:26,25 | WQ    |
| 2       | 8   | Włochy Ilaria Accame · Anna Polinari · Alessandra Bonora · Alice Mangione                    | 3:27,03 | WQ,   |
| 3       | 5   | Wielka Brytania Victoria Ohuruogu · Hannah Kelly · Lina Nielsen · Laviai Nielsen             | 3:27,47 |       |
| 4       | 6   | Belgia Naomi Van den Broeck · Ilana Hanssens · Liefde Schoemaker · Camille Laus              | 3:27,78 | SB    |
| 5       | 9   | Brazylia Anny de Bassi · Tiffani Marinho · Jainy Barreto · Letícia Lima                      | 3:30,31 | SB    |
| 6       | 3   | Botswana Batisane Kennekae · Obakeng Kamberuka · Galefele Moroko · Golekanye Kebonye Chikani | 3:33,01 | SB    |
| 7       | 4   | Szwajcaria Julia Niederberger · Karin Disch · Salome Hüsler · Aline Yuille                   | 3:36,78 | SB    |

#### Bieg 3[2]
| Pozycja | Tor | Sztafeta                                                                                       | Czas    | Uwagi |
| ------- | --- | ---------------------------------------------------------------------------------------------- | ------- | ----- |
| 1       | 8   | Południowa Afryka Shirley Nekhubui · Hannah van Niekerk · Precious Molepo · Zenéy van der Walt | 3:28,01 | WQ,   |
| 2       | 4   | Niemcy Skadi Schier · Johanna Martin · Mona Mayer · Eileen Demes                               | 3:28,63 | WQ,   |
| 3       | 7   | Irlandia Sophie Becker · Lauren Cadden · Rachel McCann · Phil Healy                            | 3:30,06 | SB    |
| 4       | 9   | Kenia Esther Mbagari · Mercy Chebet · Vanice Kerubo Nyagisera · Mercy Oketch                   | 3:31,67 |       |
| 5       | 5   | Polska Alicja Wrona-Kutrzepa · Weronika Bartnowska · Anna Pałys · Aleksandra Formella          | 3:32,82 |       |
| 6       | 6   | Jamajka Jodean Williams · Roneisha McGregor · Kelly-Ann Beckford · Ronda Whyte                 | 3:40,52 |       |

### Repasaże

#### Bieg 1[3]
| Pozycja | Tor | Sztafeta                                                                                         | Czas    | Uwagi |
| ------- | --- | ------------------------------------------------------------------------------------------------ | ------- | ----- |
| 1       | 6   | Wielka Brytania Laviai Nielsen · Emily Newnham · Lina Nielsen · Nicole Yeargin                   | 3:24,46 | WQ,   |
| 2       | 5   | Belgia Naomi Van den Broeck · Imke Vervaet · Camille Laus · Helena Ponette                       | 3:24,52 | WQ,   |
| 3       | 7   | Polska Alicja Wrona-Kutrzepa · Justyna Święty-Ersetic · Aleksandra Formella · Natalia Bukowiecka | 3:24,56 | WQ,   |
| 4       | 4   | Brazylia Anny de Bassi · Tiffani Marinho · Jainy Barreto · Letícia Lima                          | 3:29,86 | SB    |
| 5       | 9   | Botswana Batisane Kennekae · Galefele Moroko · Thompang Besele · Golekanye Kebonye Chikani       | 3:34,62 |       |
| 6       | 8   | Kenia Esther Mbagari · Mercy Chebet · Lanoline Aoko · Mercy Oketch                               | -       | DSQ   |

#### Bieg 2[3]
| Pozycja | Tor | Sztafeta                                                                      | Czas    | Uwagi |
| ------- | --- | ----------------------------------------------------------------------------- | ------- | ----- |
| 1       | 7   | Irlandia Sophie Becker · Rhasidat Adeleke · Rachel McCann · Sharlene Mawdsley | 3:24,69 | WQ,   |
| 2       | 6   | Australia Mia Gross · Ellie Beer · Jemma Pollard · Alanah Yukich              | 3:27,31 | WQ,   |
| 3       | 5   | Szwajcaria Julia Niederberger · Salome Hüsler · Karin Disch · Annina Fahr     | 3:32,37 | WQ,   |
| 4       | 4   | Chiny Zhou Li · Huang Guifen · Liu Yutong · Lian Zhi                          | 3:32,74 | SB    |
| 5       | 9   | Zambia Niddy Mingilishi · Rhoda Njobvu · Abygirl Sepiso · Namatama Kalimbwe   | 3:36,79 | SB    |
| -       | 8   | Jamajka ·                                                                     | -       | DNS   |

### Finał[4]
| Pozycja | Tor | Sztafeta                                                                                  | Czas    | Uwagi |
| ------- | --- | ----------------------------------------------------------------------------------------- | ------- | ----- |
| 01 !    | 5   | Hiszpania Paula Sevilla · Eva Santidrián · Daniela Fra · Blanca Hervás                    | 3:24,13 | NR    |
| 02 !    | 6   | Stany Zjednoczone Paris Peoples · Karimah Davis · Maya Singletary · Bailey Lear           | 3:24,72 |       |
| 03 !    | 8   | Południowa Afryka Shirley Nekhubui · Miranda Coetzee · Precious Molepo · Zenéy Geldenhuys | 3:24,84 | NR    |
| 4       | 3   | Norwegia Josefine Tomine Eriksen · Amalie Iuel · Elisabeth Slettum · Henriette Jæger      | 3:25,35 | NR    |
| 5       | 4   | Włochy Ilaria Accame · Anna Polinari · Alessandra Bonora · Rebecca Borga                  | 3:26,40 | SB    |
| 6       | 7   | Francja Emma Montoya · Diana Iscaye · Estelle Rafai · Alexe Deau                          | 3:26,87 |       |
| 7       | 2   | Kanada Micha Powell · Lauren Gale · Madeline Price · Zoe Sherar                           | 3:27,84 |       |
| 8       | 9   | Niemcy Skadi Schier · Annkathrin Hoven · Mona Mayer · Jana Lakner                         | 3:29,65 |       |